# Sword Art Online: Hollow Fragment
Sword Art Online: Hollow Fragment (ソードアート・オンライン －ホロウ・フラグメント－?, Sōdo Āto Onrain: Horō Furagumento) è un videogioco di ruolo che unisce elementi tipici dell'action RPG e della visual novel, ispirato alla serie Sword Art Online; il secondo dopo Sword Art Online: Infinity Moment, del quale può essere considerato un remake, essendone l'edizione riveduta e ampliata.
Pubblicato nel 2014 per PlayStation Vita, è uscito l'anno seguente anche per PlayStation 4 con il titolo Sword Art Online Re: Hollow Fragment, presentando una traduzione inglese migliorata. Nel 2018 è uscito anche per Microsoft Windows tramite il servizio online Steam.
La trama del gioco si sviluppa nel contesto del 14º episodio della serie TV, con uno sviluppo alternativo della storia, che vede i protagonisti costretti a rimanere ad Aincrad fino al completamento del 100º piano del castello. Tale sviluppo alternativo fa sì che nel gioco facciano la loro comparsa anche personaggi che nella serie animata compaiono ben più in là del 14º episodio. Inoltre, rispetto a Infinity Moment, la storia di Hollow Fragment aggiunge un personaggio completamente nuovo, Philia, a quelli principali.

## Trama
(Philia, da un dialogo del gioco)
Dopo aver sconfitto Heathcliff al 75º piano del castello di Aincrad, Kirito si ritrova teletrasportato in un'area a lui sconosciuta del gioco, detta Hollow Area, dove incontra Philia, una giocatrice in fuga da un mostruoso Skull Reaper, da tempo sperduta in quell'area, che inizialmente scambia Kirito per un nemico. Una volta sconfitto quello e altri mostri insieme a Philia, Kirito raggiunge il 76º piano di Aincrad, dove ritrova Asuna, Silica e Lisbeth, avendo conferma che il gioco di Sword Art Online non è finito, come invece sarebbe dovuto accadere dopo la sconfitta di Heathcliff. Tra gli strani fenomeni capitati dopo quell'evento, vi è il fatto che non è più possibile accedere ai sottostanti 75 piani. A sorpresa rientra nel gioco Yui, e compare inaspettatamente Leafa, la sorella di Kirito, che è riuscita ad entrare in Sword Art Online nel disperato tentativo di aiutare il fratello ad uscirne. Si presentano inoltre due nuove giocatrici con cui Kirito fa conoscenza: la procace Strea, che lo stava pedinando, e Sinon. Quest'ultima è stata misteriosamente catapultata in Sword Art Online mentre partecipava ad un altro programma di realtà virtuale. Con il supporto delle sue nuove e vecchie conoscenze, tra cui anche Klein e Agil, Kirito prosegue dunque la conquista dei restanti piani di Aincrad, tornando di tanto in tanto ad esplorare la Hollow Area, dove rimane di vedetta Philia.
Sin dal primo incontro con Philia, Kirito aveva notato sulla sua testa un cursore arancione, come quello che connota i Player Killer (detti "PK") ovvero coloro che hanno ucciso altri giocatori. Kirito però non fa domande a Philia, fidandosi di lei, e prosegue a esplorare la Hollow Area, finché rimane vittima di una trappola tesagli da PoH, il capo dei PK, che stava ricattando Philia per catturare Kirito. Questi riesce a fuggire e, continuando a credere nella buona fede di Philia, la rintraccia e riesce a salvarla proprio nel momento in cui PoH stava per ucciderla. Sconfitto PoH, Kirito aiuta Philia a chiarirsi le idee; la ragazza era infatti convinta di essere un'intelligenza artificiale che aveva ucciso la sua controparte reale – la Hollow Area contiene infatti delle versioni artificiali dei giocatori di Aincrad; anche il PoH appena sconfitto era un alter ego virtuale – tuttavia nel caso di Philia la verità è un'altra: lei si era scontrata con la propria versione artificiale, scomparsa poco dopo a causa del bug avvenuto con la sconfitta di Heathcliff, e il cursore arancione era apparso per via del bug. In prossimità del 100º piano di Aincrad, Kirito sventa poi i malvagi piani di Alberich, ovvero di Nobuyuki Sugō, e scopre che Strea, il cui comportamento era diventato sempre più anomalo, è invece un'intelligenza artificiale, che in origine aveva il compito, come Yui, di occuparsi della salute mentale dei giocatori, i cui sentimenti di angoscia e sofferenza avevano però finito col prevalere generando il bug del sistema. Kirito sconfigge l'ultimo boss, che si era fuso con Strea, e poi vede svanire Strea, insieme a Yui – le quali resteranno custodite nella memoria del suo NerveGear – mentre il mondo di Sword Art Online cade in disfacimento. Ricompare dunque Heathcliff, che non era stato davvero sconfitto, per congratularsi con Kirito, che lo sfida furente a un ultimo duello, al termine del quale Kirito si ritrova ancora a combattere con una misteriosa giocatrice, Yūki, dopodiché lui e i suoi amici tornano finalmente a svegliarsi nel mondo reale.